# كلان (كليبر)
كلان هي قرية في مقاطعة كليبر، إيران. عدد سكان هذه القرية هو 71 في سنة 2006.